# Juan Carlos Arribas Gallego
Juan Carlos Arribas Gallego, (Arévalo, província d'Àvila, 16 de setembre de 1966) va ser un ciclista espanyol que fou professional entre 1988 i 1992. Va destacar com a gregari.

## Palmarès
- 1989
  - Vencedor d'una etapa de la Volta a La Rioja
- 1991
  - Vencedor d'una etapa de la Gran Premi de Torres Vedras

### Resultats a la Volta a Espanya
- 1990. 108è de la classificació general
- 1991. 88è de la classificació general